# Municipio de Tepotzotlán
El municipio de Tepotzotlán es uno de los 125 municipios del Estado de México y uno de los cinco de la Región Izcalli. Colinda al norte con los municipios de Coyotepec y Huehuetoca, al sur con el municipio de Cuautitlán Izcalli, al oriente con el municipio de Teoloyucan y Cuautitlán y al occidente con los municipios de Nicolás Romero y Villa del carbón. Según el censo de población del año 2020, el municipio de Tepotzotlán tuvo una población de 103,696 habitantes. Se puede acceder a él por la Autopista México-Querétaro. Fue declarado Pueblo Mágico el día 18 de agosto del 2002.Se encuentra en el Valle del Mezquital.

## Toponimia
Tepotzotlán proviene del náhuatl, formado por tres vocablos: Tepotzotli "jorobado" y Tlan: "junto"; por lo que significa "lugar junto al jorobado".

## Geografía
El municipio de Tepotzotlán se localiza en  la  parte  norte  del  Estado  de  México,  en  las  coordenadas 98°53′45″ (mínima), 98°55′50″ (máxima) longitud oeste y 19°43′33″ (mínima), 19°36′40″ (máxima) latitud norte, a una altitud de 1300 metros sobre el nivel del mar,  tiene las colindancias  siguientes: al norte con los Municipios de Huehuetoca y Coyotepec, al sur con los Municipios de Cuautitlán Izcalli, al oriente con los Municipios de Nicolás Romero y Villa del Carbón, al poniente con los Municipios de Teoloyucán y Cuautitlán, con una superficie de 129.68 km². Se ubica a 120 km de la Ciudad de Toluca.

## Política y Gobierno
| Presidente municipal                | Periodo     |
| ----------------------------------- | ----------- |
| Abel Gabriel Villegas Falcón        | 2000-2003   |
| Ángel Zuppa Núñez                   | 2003-2006   |
| Marcos Márquez Mercado              | 2006-2009   |
| Everardo Pedro Vargas Reyes         | 2009-2012   |
| Juan José Mendoza Zuppa             | 2012-2015   |
| Ángel Zuppa Núñez                   | 2016-2018   |
| Ángel Zuppa Núñez                   | 2019-2021   |
| María de los Ángeles Zuppa Villegas | 2022-actual |